# Psykiatrien i Region Sjælland
De psykiatriske tilbud i Region Sjælland omfatter sygehuse, akutmodtagelser, distriktspsykiatri og specialfunktioner som for eksempel retspsykiatri og specialfunktioner som for eksempel retspsykiatri og den landsdækkende Sikringsafdeling.
Psykiatrien har tre sygehuse, der ligger i Vordingborg, Roskilde og Slagelse, og den specialiserende behandling foregår hovedsageligt disse tre steder. Behandlingen foregår både ambulant og ved indlæggelser i åbne eller lukkede afsnit.
Psykiatrien i Region Sjælland har følgende behandlingstilbud:
- Psykiatrisk Akutmodtagelse (ved akut behov, ambulant behandling/indlæggelse i få dage)
- Almen psykiatriske sygdomme (alle former for akutte, psykotiske og ikke-psykotiske lidelser). Ambulant behandling i Distriktspsykiatrien, klinikker til udredning(behandling af ikke-psykotiske lidelser, affektive lidelser og psykoser
- Ældrepsykiatriske sygdomme (sengeafsnit til patienter over 75 år og til patienter fra 65 år og op med demenssygdomme, psykiatriske symptomer og svære adfærdsforstyrrelser). Der er desuden to hukommelsesklinikker
- Børn- og ungepsykiatriske sygdomme (sengeafsnit og ambulante klinikker til børn og unge op til 18 år og til spiseforstyrrede i alle aldersgrupper, ambulant tilbud til selvmordstruede børn og unge)
- Retspsykiatri (åbne og lukkede afsnit til patienter med dom til anbringelse/behandling, varetægtsurrogatanbragte og den landsdækkende Sikringsafdeling)

Psykiatrien har også en række specialiserede behandlingstilbud, hvor patienter ofte henvises fra hele Region Sjælland:
- Ambulant behandling til voksne, psykisk traumatiserede flygtninge med opholdstilladelse i Danmark
- Liaisonpsykiatri til borgere med psykiske lidelser, der viser sig som fysiske lidelser, uden en lægelig forklaring eller fysisk diagnose
- Specialklinikker til mennesker med selvmordstanker, som ikke i forvejen er i psykiatrisk behandling, også til de pårørende
- Behandling af udviklingshæmmede borgere med alvorlig psykisk sygdom og/eller betydelige adfærdsproblemer
- PsykInfo, der tilbyder oplysning om psykisk sygdom og tilbuddene i Psykiatrien
- Sexologisk Regionsklinik, der behandler sexologiske problemstillinger

I Psykiatrien i Region Sjælland er forskning prioriteret meget højt på tværs af afdelinger og matrikler. Forskningen foregår i samarbejde med andre forskningsinstitutioner i Danmark og forskere fra både ind- og udland.
Psykiatrien er desuden uddannelsessted for mange forskellige faggrupper. Fra læge- og sygeplejerskestuderende til social- og sundhedsassistenter, bioanalytikere, fysio- og ergoterapeuter, radiografer, lægesekretærer, ernæringsassistenter, kliniske diætister, reddere, portører, serviceassistenter og håndværkere m.fl.

## Fremtidens Psykiatri
Med ibrugtagning af det nye psykiatrisygehus i Slagelse i 2015 har Psykiatrien samlet sengeafsnit og specialiserede funktioner tre steder: Slagelse, Roskilde og Vordingborg. De ambulante enheder er placeret i de større byer i regionen.
Psykiatrisygehuset i Slagelse er Danmarks nyeste og mest moderne sygehus, der samtidig også er det største af sin art i nyere tid herhjemme. I byggeriet er inddraget banebrydende elementer inden for arkitektur, brugen af lys samt kunst og natur, der også har behandlingsmæssig betydning.